# Sous le signe de Monte Cristo
Sous le signe de Monte Cristo is een Franse komische film van André Hunebelle uit 1968, met in de hoofdrollen Paul Barge, Claude Jade en Anny Duperey.

## Verhaal
De jonge Edmond Dantes maakt tijdens de Tweede Wereldoorlog deel uit van een verzetsgroep waarvan een aantal leden meer door winstbejag en eigenbelang wordt gemotiveerd dan door idealisme en vrijheidsdrang. De corrupte Morcerf beraamt deze een complot waardoor Dantès na de bevrijding als landverrader wordt veroordeeld. In 1947 weet Dantès op uit het gevangenisfort Sisteron te ontsnappen en vlucht per vliegtuig naar Venezuela. Het vliegtuig stort echter boven zee neer. Zijn verraders weten niet dat Dantès en zijn vriend Bertuccio de ramp hebben overleefd. Edmonds verloofde Maria gelooft ook in zijn dood en trouwt met Morcerf. Samen met de andere verrader Villefort wordt hij rijk. In Venezuela ontmoet Edmond het jonge meisje Linda en haar vader Louis. Nadat haar vader is overleden, wordt Linda de partner van Edmonds. Een oude drinker, Faria, schenkt zijn vrienden een grote schat.
In 1968 maakt een geheimzinnige rijkaard zijn entree in de Franse society: Christian Montèz. Hij is bij de jonge Linda. Ze zet een val voor de verrader Villefort. Villefort is een rijke advocaat en ze vraagt hem om die Christian Montèz te rehabiliteren. In een handige valstrik legt ze uit dat Christian Montèz eigenlijk Edmond Dantès is. Dit is het begin van Edmonds subtiele wraak.

## Rolverdeling
| Acteur            | Personage           |
| ----------------- | ------------------- |
| Paul Barge        | Edmond Dantès       |
| Claude Jade       | Linda               |
| Anny Duperey      | Maria               |
| Pierre Brasseur   | Faria               |
| Michel Auclair    | Gérard de Villefort |
| Raymond Pellegrin | Albert Morcerf      |
| Paul Le Person    | Bertuccio           |
| Jean Saudray      | Caderousse          |